# Pierre Jadoul
Pierre Jadoul, né le 14 octobre 1959 à Uccle, est un homme politique belge, membre du Mouvement réformateur (MR).

## Biographie
Pierre Jadoul nait le 14 octobre 1959 à Uccle.
Le 18 juillet 2024, il devient député fédéral à la Chambre des représentants en remplaçant Valérie Glatigny qui devient ministre dans le Gouvernement Degryse.